# British Formula One Racing Team
British Formula One Racing Team war ein in Großbritannien ansässiger Formel-1-Rennstall, der sich 1977 zu fünf Formel-1-Rennen meldete. Das Team trat als sog. Kundenteam mit einem zugekauften Wagen von March an. Es konnte sich zu keinem Weltmeisterschaftslauf qualifizieren.

## Geschichte
Das British Formula One Racing Team wurde 1977 von dem Rennfahrer Brian Henton und dem Journalisten Don Shaw gegründet. Henton hatte 1975 zwei Läufe der Formel-1-Weltmeisterschaft für das Team Lotus bestritten. In der Saison 1977 erhielt er beim March-Werksteam, das zeitweise unter der Bezeichnung Rothmans International antrat, einen Vertrag für ein Rennen. Danach ergaben sich keine Möglichkeiten eines weiteren Engagements bei einem bestehenden Team. Um gleichwohl weiter an Formel-1-Rennen teilzunehmen, gründete Henton seinen eigenen Rennstall. Von March erwarb er für 5000 £ einen gebrauchten March 761 (Nr. 761/5), der im vergangenen Jahr das Reserveauto des March-Werksteams gewesen war, als Antrieb diente ein älterer Cosworth-DFV-Achtzylindermotor.
Das Team meldete sich 1977 zu vier Großen Preisen sowie einem nicht zur Weltmeisterschaft zählenden Formel-1-Rennen. Im Spätsommer 1977 wurde der Rennstall wieder geschlossen, nachdem die Finanzmittel aufgebraucht waren.
Henton fuhr zum Ende der Saison noch zwei Rennen für das niederländische Team HB Bewaking Systems. Nach drei Jahren in der Formel 2 kehrte er mit dem neu gegründeten Team Toleman in die Formel 1 zurück. 1982 fuhr er einige Rennen für Arrows und Tyrrell, erreichte aber mit keinem der Teams Positionierungen in den Punkterängen. Danach beendete Henton seine Karriere als Rennfahrer.

## Formel-1-Rennen

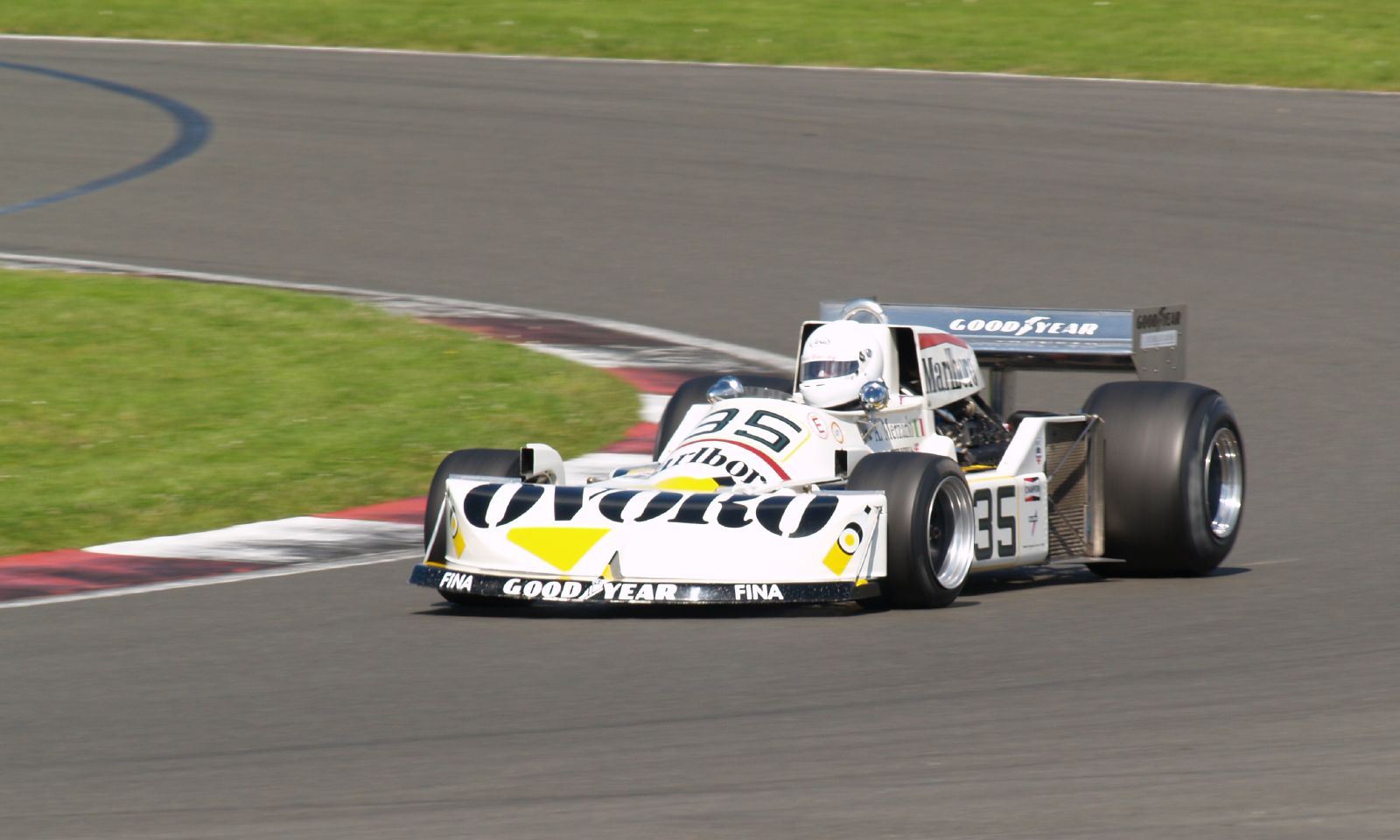
Einsatzfahrzeug des Teams: Der March 761

British Formula One Racing debütierte beim nicht zur Formel-1-Weltmeisterschaft zählenden XII. Race of Champions, das am 20. März 1977 in Brands Hatch abgehalten wurde. Henton erzielte im Zeittraining mit seinem March 761 die Pole-Position vor dem Werks-March von Alex-Dias Ribeiro. Das Rennen beendete er als bester Privatfahrer auf Rang vier. Es war das einzige Rennen, an dem Henton mit seinem eigenen Team teilnahm.
Der erste Weltmeisterschaftslauf des Teams war der Große Preis von Spanien, der im Mai 1977 in Jarama stattfand. Henton verpasste hier die Qualifikation um 0,3 Sekunden. Den anschließenden Großen Preis von Monaco ließ das Team aus, da Henton sich keine Chancen ausrechnete, in den Kreis der 20 zum Rennen zugelassenen Fahrzeuge vorzudringen. Die nächste Meldung erfolgte zum Großen Preis von Belgien. Hier überließ Henton das Auto dem belgischen Rennfahrer Bernard de Dryver, der für das Cockpit zahlte. De Dryver verpasste die Qualifikation um eine Sekunde; sein Rückstand auf die Pole-Zeit von James Hunt im Werks-McLaren betrug 5,7 Sekunden. Zum Großen Preis von Großbritannien meldete Henton sich wieder selbst. Zu diesem Rennen traten neben den Werksteams insgesamt acht Kundenteams an. Nur zwei von ihnen – das Team Merzario und Williams Grand Prix Engineering – qualifizierten sich. Hentons British Formula One Racing Team war das beste der nicht qualifizierten Kundenteams; der Rückstand auf den letzten Startplatz betrug 0,5 Sekunden. Der Große Preis von Österreich war das letzte Formel-1-Rennen, zu dem das British Formula One Team gemeldet wurde. Auch hier ergab sich keine Rennteilnahme. Henton verpasste die Qualifikation um 0,1 Sekunden.

## Rennergebnisse
| Saison | Chassis   | Nr. | Fahrer       | 1 | 2 | 3 | 4 | 5   | 6 | 7   | 8 | 9 | 10  | 11 | 12  | 13 | 14 | 15 | 16 | 17 | Punkte | Rang |
| ------ | --------- | --- | ------------ | - | - | - | - | --- | - | --- | - | - | --- | -- | --- | -- | -- | -- | -- | -- | ------ | ---- |
| 1977   | March 761 |     |              |   |   |   |   |     |   |     |   |   |     |    |     |    |    |    |    |    | 0      | —    |
| 1977   | March 761 | 38  | B. Henton    |   |   |   |   | DNQ |   |     |   |   | DNQ |    | DNQ |    |    |    |    |    | 0      | —    |
| 1977   | March 761 | 38  | B. De Dryver |   |   |   |   |     |   | DNQ |   |   |     |    |     |    |    |    |    |    | 0      | —    |

| Legende  | Legende            | Legende                                                          |
| Farbe    | Abkürzung          | Bedeutung                                                        |
| -------- | ------------------ | ---------------------------------------------------------------- |
| Gold     | –                  | Sieg                                                             |
| Silber   | –                  | 2. Platz                                                         |
| Bronze   | –                  | 3. Platz                                                         |
| Grün     | –                  | Platzierung in den Punkten                                       |
| Blau     | –                  | Klassifiziert außerhalb der Punkteränge                          |
| Violett  | DNF                | Rennen nicht beendet (did not finish)                            |
| Violett  | NC                 | nicht klassifiziert (not classified)                             |
| Rot      | DNQ                | nicht qualifiziert (did not qualify)                             |
| Rot      | DNPQ               | in Vorqualifikation gescheitert (did not pre-qualify)            |
| Schwarz  | DSQ                | disqualifiziert (disqualified)                                   |
| Weiß     | DNS                | nicht am Start (did not start)                                   |
| Weiß     | WD                 | zurückgezogen (withdrawn)                                        |
| Hellblau | PO                 | nur am Training teilgenommen (practiced only)                    |
| Hellblau | TD                 | Freitags-Testfahrer (test driver)                                |
| ohne     | DNP                | nicht am Training teilgenommen (did not practice)                |
| ohne     | INJ                | verletzt oder krank (injured)                                    |
| ohne     | EX                 | ausgeschlossen (excluded)                                        |
| ohne     | DNA                | nicht erschienen (did not arrive)                                |
| ohne     | C                  | Rennen abgesagt (cancelled)                                      |
| ohne     | keine WM-Teilnahme |                                                                  |
| sonstige | P/fett             | Pole-Position                                                    |
| sonstige | 1/2/3/4/5/6/7/8    | Punktplatzierung im Sprint-/Qualifikationsrennen                 |
| sonstige | SR/kursiv          | Schnellste Rennrunde                                             |
| sonstige | *                  | nicht im Ziel, aufgrund der zurückgelegten Distanz aber gewertet |
| sonstige | ()                 | Streichresultate                                                 |
| sonstige | unterstrichen      | Führender in der Gesamtwertung                                   |